# Vincenzo Gallo
Vincenzo Gallo (* um 1550 in Sizilien; † nach 1607 in Palermo) war ein sizilianischer Kapellmeister und Komponist.
Über seine Jugend und Zeit und Ort seiner Ausbildung ist nichts bekannt. Er wirkte von 1589 bis zu seinem Ableben als Kapellmeister am Dom in Palermo.
Sein Schaffen umfasst etliche meist vierstimmige Kompositionen, darunter Messen, Motetten und Madrigale, die vom Stil Neapels beeinflusst waren, oft aber auch melodische Wendungen seiner Heimat Sizilien mit einbezogen.